# Nonsens
Als Nonsens (ˈnɔnzɛns, von englisch nonsense für „Unsinn“) oder Nonsensliteratur wird eine literarische Gattung bezeichnet, die sich im Gegensatz zum Alltagsbegriff des „Unsinns“ durch eine regelhaft betriebene Sinnverweigerung auszeichnet.

## Zum Begriff
Sprachliche Gestaltungsformen des Unsinns, wie zum Beispiel die Verballhornung oder der Schüttelreim, sind jahrhundertealt. Der heute gebräuchliche Terminus als Bezeichnung für eine literarische Gattung geht indes auf Edward Lears „Book of Nonsense“ von 1846 zurück.

## Merkmale
„Unfug“, „Schwachsinn“ oder „Sinnlosigkeit“ treffen den sowohl in Versen als auch in Prosa betriebenen Nonsense nicht, da sein „Nicht-Sinn“ in der Regel ein systematischer ist und damit eine neue Wirklichkeit installiert oder simuliert, die nach eigenen Gesetzen funktioniert und in sich stimmig ist. Nonsensliteratur weicht dabei von den Grundsätzen gewohnter, empirischer Wahrscheinlichkeit ab. Sie bedient sich paradoxer Aussagen, leerer Vergleiche, unbekannter Metaphern und sonstiger alogischer Stilmittel, wozu auch fiktive Substantive, wie zum Beispiel Christian Morgensterns „Fingur“, gehören. Der Nonsenstext konfrontiert damit die Sinnerwartung des Lesers mit Sachverhalten, die nur innerhalb des Textes selbst stimmen.
Nonsens ist oft in Limericks verpackt.

## Vertreter
Neben Edward Lear gilt Lewis Carroll als klassischer Nonsensautor. Nonsens findet sich im frühen 20. Jahrhundert insbesondere im Werk von Christian Morgenstern und Joachim Ringelnatz, in den 1950er-Jahren bei Heinz Erhardt und seit den 1960er-Jahren in den Arbeiten der Neuen Frankfurter Schule. Im 21. Jahrhundert wird Nonsens in Rubriken des Satiremagazins Titanic gepflegt.
Im Alt-Wiener Volkstheater gab es Nonsens-Couplets, die auch Galimathias (französisch für ‚Ungereimtes, Unsinn‘ – angeblich entstanden durch Verdrehung von Gallus Matthiae, ‚der Hahn des Matthias‘, in Galli Matthias, ‚des Hahns Matthias‘) genannt wurden und etwa von Schauspielern wie Wenzel Scholz mit großem Erfolg gesungen wurden.
Der Dadaismus wird ebenfalls als Nonsenskunst bezeichnet, beispielsweise die lautmalerischen Gedichte von Hugo Ball oder des Zürcher Dadaisten Hans Arp.

## Beispiele
- Dunkel war’s, der Mond schien helle
- Robert Gernhardt: Das Gleichnis